# Otto Ranke
Ernst August Otto Ranke (* 1. April 1880 in Lübeck; † 4. Mai 1917 an der Westfront gefallen) war ein deutscher Psychiater und Hochschullehrer.

## Leben
Otto Ranke war der mittlere von drei Söhnen des Lübecker Hauptpastors Leopold Friedrich Ranke und dessen (zweiten) Frau Julie, geborene von Bever (1850–1924); seine Brüder waren Hermann und Friedrich. Er besuchte das Katharineum zu Lübeck bis zum Abitur Ostern 1899 und studierte Humanmedizin an den Universitäten Göttingen, München und Kiel.
1904 legte er in Heidelberg die ärztliche Staatsprüfung ab und wurde hier im selben Jahr zum Dr. med. promoviert. 1904/05 war er Hilfsarzt in der Psychiatrischen Klinik in München. 1905 kam er an die neu eröffnete Heil- und Pflegeanstalt Wiesloch, das heutige Psychiatrische Zentrum Nordbaden, unter Max Fischer. 1907 wurde er Assistent an der Psychiatrischen Klinik Heidelberg unter der Leitung von Franz Nissl. 1908 habilitierte er sich für Psychiatrie in Heidelberg und wurde am 27. August 1914 zum außerordentlichen Professor ernannt.
Ranke diente im Ersten Weltkrieg als Bataillonsarzt im bayerischen Landsturm-Infanterie-Bataillon Rosenheim. Er fiel am 4. Mai 1917 und wurde auf dem deutschen Soldatenfriedhof in Aussonce im Département Ardennes begraben.
Otto Ranke war seit dem 20. September 1905 verheiratet mit Charlotte Thekla Else, geborene Zittel, verwitwete Schmidt (1872–nach 1926). Das Paar hatte zwei Söhne und eine Adoptivtochter.

## Auszeichnungen
- 29. März 1916: Hanseatenkreuz (Lübeck)

## Schriften
- Ueber Gehirnveranderungen bei der angeborenen Syphilis. Fischer, Jena 1908., zugl. Habilitationsschrift, Univ. Heidelberg. (Digitalisat)
- Neue Kenntnisse und Anschauungen von dem mesenchymalen Synzytium und seinen Differenzierungsprodukten unter normalen und pathologischen Bedingungen: gewonnen mittels der Tanninsilbermethode von N. Achúcarro. (= Sitzungsberichte der Heidelberger Akademie der Wissenschaften, Mathematisch-Naturwissenschaftliche Klasse : Abteilung B, Biologische Wissenschaften ; 1913, 3). Winter, Heidelberg 1913.
- Zur Theorie mesenchymaler Differenzierungs- und Imprägnationsvorgänge: unter normalen und pathologischen Bedingungen (mit besonderer Berücksichtigung der Blutgefäßwand). (= Sitzungsberichte der Heidelberger Akademie der Wissenschaften, Mathematisch-Naturwissenschaftliche Klasse: Abteilung B, Biologische Wissenschaften ; 1914, 2). Winter, Heidelberg 1914.